# Ban Zhao (inslagkrater)
Ban Zhao is een inslagkrater op Venus. Ban Zhao werd in 1991 genoemd naar de Chinese historicus Ban Zhao (49-120?).
De krater heeft een diameter van 39 kilometer en bevindt zich op het Llorona Planitia in het quadrangle Greenaway (V-24). De krater ligt ten westen van Escoda en ten oosten van Vigée-Lebrun.